# Доња Кола
Доња Кола су мјесна заједница на подручју града Бање Луке, Република Српска, БиХ.

## Географија
Мјесна заједница Доња Кола обухвата насељена мјеста: Кола Доња, дио Голеша, дио Кола и дио града Бање Луке. Граничи са мјесним заједницама: Голеши, Кола, Сарачица, Чокорска поља и градом Бањом Луком. Сједиште мјесне заједнице се налази у Основној школи „Бранислав Нушић“. У периоду од 2006. до 2010. године МЗ Доња Кола обухватала је само насељено мјесто Кола Доња.

## Становништво
| Националност       | 1991. |
| Срби               | 2.646 |
| Југословени        | 41    |
| Муслимани          | 82    |
| Хрвати             | 5     |
| остали и непознато | 20    |
| Укупно             | 2.794 |

## Познате личности
- Новак Ђукић, генерал Војске Републике Српске